# Republiken Kina (Wang Jingwei)

Wang Jingweis regim var en marionettstat som den japanska ockupationsmakten etablerade i Kina åren 1937–1945. Officiellt styrde den hela Kina, utom den nordliga marionettstaten Manchukuo, men i praktiken kontrollerade regimen bara de provinser i östra Kina som hölls av Japan: Jiangxi, Anhui (där huvudstaden Nanjing låg) och de norra delarna av Zhejiang.
Statschef var den avhoppade nationalistpolitikern Wang Jingwei, känd som Kinas Quisling. Wang Jingweis regim utgav sig för att vara Kinas lagliga regering och använde samma officiella namn (Republiken Kina), samma flagga, emblem, etc, som Chiang Kai-sheks regim (som sedan Nanjings fall vintern 1937 befann sig i Chongqing). Wangs Kina erkändes dock enbart av axelmakterna och de japanska lydstaterna i norra Kina.